# Доманово (деревня, Могилёвская область)
Домано́во (бел. Дамано́ва) — деревня в составе Вишневского сельсовета Бобруйского района Могилёвской области Республики Беларусь.

## Население
- 1999 год — 63 человека
- 2010 год — 37 человек